# Капельный кластер

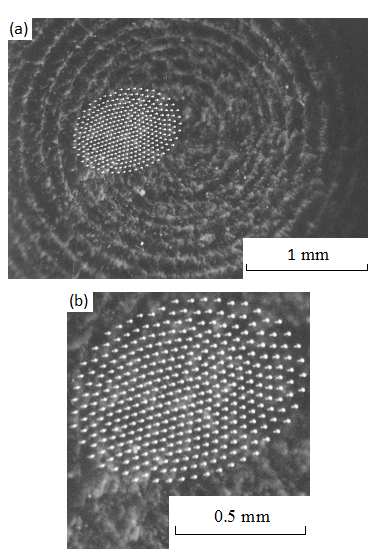
Одна из первых фотографий диссипативной структуры капельный кластер.

Капельный кластер — гексагональная структура из микрокапель конденсата (характерный диаметр 20…200 мкм), левитирующих на расстоянии сопоставимом с диаметром капель над свободной поверхностью горизонтального слоя активно испаряющейся жидкости. Первое описание явления и комплекса условий, необходимых для его воспроизведения встречается в работе.

## Краткое описание явления
Принципиально важным для формирования и устойчивого существования капельного кластера является локальный характер нагрева межфазной поверхности (МФП) жидкость-газ, при этом, в слое не должны возникать термокапиллярные течения. Такие условия реализуются в жидкостях с высоким поверхностным натяжением, при наличии в них примесей поверхностно-активных веществ (ПАВ). В частности, явление воспроизводится в экспериментах с глицерином, бензиловым спиртом, этиленгликолем, но исторически основная часть исследований проводилась с водой.
Над локально нагретым участком МФП пар резко охлаждается по мере удаления от жидкой поверхности. Как следствие, в газовой среде образуются микрокапли часть из которых выпадает на МФП, формируя кластер.
Капельный кластер обеспечивает дополнительный механизм рассеяния энергии и является диссипативной структурой. Левитация капельного кластера обусловлена аэродинамической силой сопротивления сферических капель паровоздушной струе, которая формируется над нагретым участком МФП. Существует две основные концепции, объясняющие механизм формирования гексагональной структуры капельного кластера: близкодействующие силы отталкивания капель с точки зрения одной из этих концепций имеют аэродинамическую природу, с точки зрения другой — порождаются электрическим зарядом, накапливаемым каплями. Перепад температуры между нижним и верхним участками поверхности капли достигает нескольких градусов, в то же время, конденсационный механизм образования капли препятствует накоплению в ней ПАВ. В таких условиях в каплях развиваются термокапиллярные течения, скорость которых может быть сопоставимой со скоростью обтекающей кластер паровоздушной струи. Как следствие - для кластера характерны весьма сложные и разнообразные аэродинамические эффекты: объединение капель в тандем, быстрое вращение нескольких капель вокруг общего центра (см. видео) и др.